# Zyra
Александра Чітл (англ. Alexandra Cheatle, 6 червня 1994, Лестер, Велика Британія) — більш відома як Zyra, англійська співачка та авторка пісень, музичний продюсер, номінант премії Греммі.

## Музична кар'єра

### Початок і успіх
Александра Чітл взяла собі сценічне ім'я Zyra у липні 2014 року. Наступного місяця її запросили вокалісткою для участі в релізі дуету з Сіетлу Odesza, треки для якого вона сама ж і написала. «Say My Name» посів друге місце американського електронного хіт-параду на itunes, а сам альбом In Return швидко посів № 20 в топі.

### Нагороди
Чітл стала наймолодшою співачкою, яка коли-небудь отримувала нагороду Make It Break It Songwriting у жовтні 2009 року, перемігши у Великій Британії.
7 грудня 2015 пісня «Say My Name (RAC Remix)» за участю Zyra була номінована на премію Греммі.

## Дискографія

### Сингли
- 2015 — «Say My Name» (Odesza за участі Zyra)
- 2016 — «It's only» (Odesza за участі Zyra)